# Pholidobolus samek
Pholidobolus samek — вид ящірок родини гімнофтальмових (Gymnophthalmidae). Ендемік Еквадору. Описаний у 2020 році.

## Поширення і екологія
Pholidobolus dolichoderes відомі з типової місцевості, розташованої на плато Серро-Платеадо в провінції Самора-Чинчипе, на висоті 2844 м над рівнем моря.